# Pontus Qvarnström

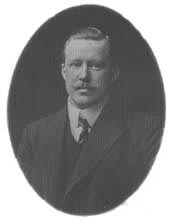
Pontus Qvarnström.

Pontus Mauritz Qvarnström, född den 25 maj 1872 i Västra Ämterviks församling, död den 3 december 1918 i Lovö församling, var en svensk tennisspelare aktiv under 1800-talets sista år och några år in på 1900-talet.
Qvarnström blev 1898 den förste svenske singelmästaren inomhus i tennis. Han vann inomhustiteln också året därpå. År 1903 tog han ytterligare två SM-titlar i tennis, han vann då singelklassen både utom- och inomhus. Han var nära vän till tennisspelaren och kronprinsen, den blivande Gustaf V.
Qvarnström var en offensiv spelare och en utpräglad fighter, som inte lät sig hindras av en besvärande knäskada.
Bland Qvarnströms nationella tenniskonkurrenter märks främst Gunnar Settervall och Wollmar Boström.

## Stockholms första taxi
Stockholms första taxi, av märket Daimler, köptes i Stuttgart 1899 av Pontus Qvarnström för 11 000 riksmark. Bilen såldes för 9 000 kronor till kronprinsen Gustaf efter en demonstrationstur i samband med ett tennisparti. Kronprinsen ansåg dock att bilen gick för sakta i backarna vid Tullgarns slott. Han tvingades gå av och skjuta på ibland, vilket han snart tröttnade på. Därefter såldes Daimlerna till taxameterbolaget, som bedrev trafikservice med hästdroskor. Stockholm hade därmed fått sin första taxi. Bilen stod oftast parkerad utanför Hotell Rydberg vid Gustav Adolfs torg,  men krävde många reparationer vilket gjorde att den såldes efter ett par år.